# Кудовба Володимир Юрійович
Володимир Юрійович Кудовба (* 31 травня 1976, Перемишляни)  — український співак, Заслужений артист України.

## Біографія
У 1991 році закінчив Перемишлянську середню школу № 2.
У 1994 році закінчив Перемишлянське СПТУ — 61, за спеціальністю електро-газозварювальник.
У 1998 році закінчив Львівське державне музичне училище ім. С.Людкевича
за спеціальністю «Музичний керівник — Диригент хору».
У 2006 році закінчив Львівська національна музична академія імені Миколи Лисенка
(Академічний та Оперний Вокал, клас Народного артиста України В. Д. Ігнатенка).
У 1998–2000 рр., працював співаком у Ватра (гурт) під керівництвом Білозір Ігор Йосипович.
З 2000 року артист хору, а з 2006 року до сьогодні соліст Оперної Студії ЛДМА ім. Лисенка.
У 2000–2010 рр. засновник, менеджер та учасник Орфей (вокальний ансамбль).
У 2009 році засновник Дитячого Мистецького Центру «Фора» у Львівському Палаці Мистецтв.
З 2010-13 роки соліст Державна заслужена хорова капела України «Трембіта» .
З 2000 року бере активну участь у мистецькому житті в Україні та за кордоном, як співак, та як менеджер — організатор.
Член Всеукраїнської Спілки Музичних Діячів.
У 2009 році за популяризацію українського музичного мистецтва за кордоном
нагороджений почесним званням «Заслужений Артист України».
Був організатором та співорганізатором багатьох проєктів, серед найбільших: — Поминальна панахида та концерт пам'яті жертв голодомору в Україні (Рим 2004)
за участю глави УГКЦ Л. Гузара та трьох кардиналів Ватикану. — Поминальна панахида та концерт пам'яті жертв чорнобильської трагедії (Рим 2005)
за участю глави УГКЦ Л. Гузара. — Відновлення меморіальної дошки українському композитору Максимові Березовському, та організація святкового концерту у Болонській Музичній Академії у 2005 році.
Організація багатьох виступів та концертів вокального гурту «Орфей».
З 1996 −2013 був учасником та солістом багатьох хорів (Гомін, Антей, Мрія, Галицький Камерний Хор, Боян, Журавлі (Польща), Євшан).
25 серпня 2013 року, патріархом УАПЦ, до святкування 1025 роковин хрещення Русі, нагороджений орденом Святого Рівноапостольного Князя Володимира.

## Джерело
- Указ Президента України [Архівовано 26 липня 2014 у Wayback Machine.]